# نور الشربيني
نور الشربيني لاعبة اسكواش مصرية محترفة والمصنفة الأولى على مستوى العالم، وُلدت في 1 نوفمبر عام 1995. تخرجت من الاكاديمية العربية للعلوم والتكنولوجيا والنقل البحرى. تُعد أول لاعبة مصرية تحقق لقب بطولة إنجلترا المفتوحة للاسكواش تحت سن 13 عام 2009، بعد تغلبها على مواطنتها نوران جوهر في نهائي البطولة. وتُعد أيضًا هي أول لاعبة إسكواش مصرية والأصغر في العالم التي تنجح في التأهل لنهائي بطولة بريطانيا المفتوحة عام 2012 لكن حلم التتويج تأجل لأربع سنوات. وأحرزت الشربيني بطولة العالم للاسكواش بعد فوزها بالبطولة، التي أقيمت في ماليزيا بعد فوزها على الإنجليزية لورا مارسو، المصنفة الأولى عالميًا في المباراة النهائية، بعد أن عادت من تأخرها بشوطين مقابل لا شيء.

## البطولات والجوائز
- فازت ببطولة الجزيرة وهي في الثامنة من عمرها.
- حققت العديد من البطولات على مستوى جمهورية مصر.
- فازت في البطولات الفردية ه للعبة الإسكواش وحصلت علي لقب أحسن وأصغر لاعبة في بطولة السيدات وتم تكريمها من الاتحاد الدولي.
- في عام 2009 فازت في بطولة العالم للناشئين التي أقيمت في الهند تحت سن ال 19 عامًا وحصدت لقب أصغر لاعبة في العالم تحصل على بطولة.
- فازت ببطولة إنجلترا المفتوحة للناشئين تحت سن 13 و15و19 لخمس مرات متتالية وحصلت علي لقب أحسن لاعبة شابة.
- في أكتوبر 2014 شاركت في بطولة أمريكا المفتوحة وفازت بالمركز الثاني.
- أصبحت أصغر لاعبة عالميًا تدخل في قائمة أول 10 مراكز للتصنيف في لعبة الإسكواش علي مستوى العالم.
- في ديسمير 2014 شاركت في بطولة العالم للفرق التي نظمت في كندا وجاءت في المركز الثالث وبذلك أصبحت المصنفة الرابعة عالميًا.
- وفي عام 2016 توجت بلقب المصنفة الثانية عالميًا في بطولة العالم التي أقيمت في كوالالمبور بماليزيا بعد فوزها علي الإنجليزية لورا ماسارو 3-2 في المباراة النهائية.